# 51 Pegasi b
51 Pegasi b, eller Dimidium, är en exoplanet som kretsar kring stjärnan 51 Pegasi ungefär 50 ljusår från jorden. 51 Pegasi b är den första bekräftade exoplaneten som upptäcktes gå i bana runt en normal, solliknande stjärna.
51 Pegasi b massa är ungefär hälften av Jupiters, medan radien är ungefär den dubbla och planeten har en hög reflektivitet.

## Namngivning
Vid upptäckten fick exoplaneten designationen 51 Pegasi b enligt den standard som tillämpas. Följande år döptes den inofficiellt till "Bellerophon" av den amerikanske astronomen Geoffrey Marcy, som följde konventionen att namge planeter efter grekisk och romersk mytologi. Bellerofon är en hjälte i grekisk mytologi som red den bevingade hästen Pegasus).
I juli 2014 utlyste Internationella astronomiska unionen en namngivning för exoplaneter och deras värdstjärnor. Namngivningen omfattande en offentlig omröstning om de nya namnen där alla var välkomna att delta. I december 2015 kungjordes resultatet, där exoplaneten fick namnet Dimidium. Det vinnande namnet gavs av Astronomische Gesellschaft Luzern, i Schweiz. Dimidium är latin för halv, vilket anspelar på att planetens massa är åtminstone hälften av Jupiters.